# Marlon Zambrano
Marlon Zambrano es un futbolista ecuatoriano su posición es defensa y us club actual es Club Deportivo Atlético Audaz, promovido de la cantera del club, como varios jugadores del club.

## Clubes
| Club                          | País    | Año             |
| ----------------------------- | ------- | --------------- |
| Club Deportivo Atlético Audaz | Ecuador | 2008 – 2012     |
| Santa Rosa Fútbol Club        | Ecuador | 2012 – Presente |

- Datos: Q5999673